# مستقبل الإنترنت
مستقبل الإنترنت (The Future of the Internet)هو كتاب تم نشره في سنة 2008 من قبل جامعة ييل وكتبه جوناثان زيتراين.
يتضمن الكتاب ثلاثة أقسام: الأول منها «النهوض والطفرة في الشبكات المتقدمة» (Rise and stall of the generative Net) والفصل الأول منه هو (Battle of the Boxes) ويقصد بالصناديق (Boxes) هنا النقاط النهائية (Endpoints) للشبكات أي أجهزة الحاسوب والتي تعد بمثابة مقدمة للشبكات ويعد تقدمها مفتاحا لتقدم الشبكات وبالتالي الانترنت.
أما الفصل الثاني من القسم الأول فهو «معركة الشبكات» (Battle of the Networks) ويفتتحه بالكلام عن أهمية الشبكات والإمكانات المتعددة التي يوفرها ربط الأجهزة المختلفة بشبكة واحدة كما ويوضح فيها الفرق بين الإنترنت والانترانت (الشبكات الداخلية والشبكات العالمية) وأنه ليست كل شبكة هي شبكة عالمية أو (أنترنت) وأن الإنترنت هو ليس مجرد شبكة بالإضافة إلى توضيح ربط الشبكات المختلفة بشبكة واحدة ويمضي في هذا الفصل قدما بشرح تطور الشبكات تاريخيا وإلى توضيح المشكلات التي دعت إلى ايجاد حلول جديدة بديلة، وينهي الفصل بالحديث عن بدايات الإنترنت ونشوءه وتطوره مع عرض المشكلات والحلول المختلفة التي رافقت تكون الشبكة العالمية.
ثم يأتي الفصل الثالث من القسم الأول (أمنية المعلومات والتقدم ذو الحدين), ويتكلم هذا الفصل عن تطور الإنترنت الذي يتقدم في اتجاهين اولهما في سهولة الاستخدام وجمال التصميم والسرعة والثاني في أمنية الشبكة، والجانبين لا يمكن تحقيقهما معا بسهولة.

## القسم الثاني والثالث
يتكون القسم الثاني من الكتاب من فصول ثلاثة أيضا الأول هو (The Generative pattern) أي (المخطط التوليدي) ويوضح بعد مقدمة الفصل كيف يكون الشئ تقدميا (توليديا) ذاكرا خمس صفات:
1- كيف يمكن لنظام أو تكنلوجيا أن يقدم حلا لمجموعة من المهمات؟
2- وإلى أي مدى يمكن للنظام ان يتأقلم مع تلك المهمات؟
3- وما مدى صعوبة أو سهولة تعلم المساهمين الجدد على هذا النظام؟
4- وما إمكانية هؤلاء المساهمين على البدء على العمل به؟
5- وما قابلية تغيير النظام ليتأقلم مع مساهمين آخرين.
ثم يكمل الفصل بشرح مطول ومفصل عن الأنظمة الـ (GENERATIVE).
اما الفصل الخامس (Tethered appliances، software as service and perfect enforcement) فيتكلم عن البرامجيات وأنظمة التشغيل المستخدمة في الإنترنت ولا يتدخل في أي تفاصيل تقنية للبرامجيات المذكورة ولا يستشهد بها الا عند ضرب الامثلة.
ويتكلم في الفصل السادس عن ويكيبيديا كمثال على موقع أنترنت متقدم واجه صعوبات عديدة وطرح حلول مختلفة ناجحة ووصل إلى مرحلة متقدمة للغاية وهو قابل للتطور وإلى تقديم المزيد من الحلول.
يتكلم القسم الثالث عن الحلول ويتضمن ثلاثة فصول أيضا يتواصل الكلام فيها عن الستراتيجيات والامثلة البعيدة وعدم الخوض في التقنيات كما ويطرح في الفصل الثالث من القسم الثالث الأخطار المتوقعة من الـ (Generativity).

## نبذة عامة
كما ذكرنا سابقا فالكتاب لا يتدخل في تفاصيل تقنية معقدة ولا يخوض بها إلا من مسافات بعيد، كما ولا يتضمن الكتاب الكثير من المخططات التوضحيحة، يمكن أن يعطي الكتاب مقدمات جيدة وتعاريف للمفاهيم التي تدرس في الجامعات والتي لا تدخل ضمن التطبيق، كما ويمكن أن يقدم نبذة لا بأس بها عن مسار تكنلوجيا المعلومات والشبكات وتطور الحاسوب للاشخاص غير ذوي الاختصاص في مجال البرامجيات وتكنلوجيا المعلومات. الكتاب يتكون من 354 صحفة ورابط الكتاب متوفر في الروابط أدناه وهو يحتوي على كم لا بأس به من الامثلة التي تقرب الصورة للأشخاص البعيدين عن مجال الحاسوب، مع أن الكتاب لا يحتوي على رسومات توضيحية وأن أسلوبه جدي للغاية.

## وصلات خارجية
- FutureOfTheInternet.Org, Download :: The Future of the Internet — And How to Stop It available under a Creative Commons Attribution Non-Commercial Share-Alike 3.0 license. رابط تحميل الكتاب
- The Future Of The Internet - موضوع ويكيبيديا للكتاب.
- اعداد عمر سيروان. www.vertexsoftware.net